# Блохин, Валерий Маратович
Блохин Валерий Маратович (род. 30 декабря 1964 года, Новороссийск, СССР) — художник, живописец. Академик Российской академии художеств (2021).

## Биография
Родился 30 декабря 1964 года в Новороссийске.
Окончил Краснодарское художественное училище имени Репина (1984), затем Южный федеральный университет Ростов-на-Дону, факультет изобразительного искусства (2014), далее в 2016 году — Магистратуру в Академии психологии и педагогики Южного Федерального университета, Ростов-на-Дону (дипломный руководитель Петрова Н. П.).
Участник выставок с 1989 года.
Среди известных произведений Блохина: «Венеция. Прогулки на гондолах», «Тибет. Выход императора», «Тунис», «Бедуин», «Осетия. Дом Басати», «Девушка в белом», «Две флейты», «Путь Дракона», «Персидские всадники», «Татары».
Произведения представлены в ведущих отечественных и зарубежных музеях, галереях, среди которых Министерство культуры (Москва), Художественный музей им. Ф. А. Коваленко (Краснодар), Художественный музей (Красноярск), Художественный музей (Сочи), Музей изобразительных искусств (Ставрополь), Вологодская государственная картинная галерея (Вологда), Музейное объединение (Череповец), Музей Мимара, (Загреб), Московский музей современного искусства (Москва), Modern Art Gallery (Карлсруэ, Германия), Академия искусств Чехии им. Масарика (Прага, Чехия), Галерея Ziraat Barkasi (Стамбул, Турция), Gallery Mountcastle (Коломбо, Шри-ланка), UNIFE Gallery (Лима, Перу) и др.
Живёт и работает в Краснодаре.

### Семья
Жена — российский художник Лариса Викторовна Блохина, академик РАХ (2024).

## Звания
- Член-корреспондент Российской академии художеств (Отделение живописи, с 2012 года), академик Российской академии художеств (с 2021 года).
- Член Союза Художников России (1990)
- Член Творческого Союза Художников России (2007)
- Почётный Член Чешкой академии искусств им. Масарика (1999)

## Персональные выставки
- Зал им. Кете Кольвиц (Карлсруэ, Дурлах, Германия) (1990)
- Ратуша Шермбек (Германия) (1994)
- Medien Haus (Карлсруэ, Германия) (1994)
- Центральный выставочный зал (Краснодар) (1995)
- Музей Изобразительных искусств (Ставрополь) (1996)
- Художественный музей (Сочи) (1996)
- Городской Выставочный зал (Нортхайм, Германия) (1996)
- Центр Русской Культуры (Сайгон, Вьетнам) (1997)
- Genko — Gallery (Йоханнесбург, ЮАР) (1998)
- Центр Русской Культуры (Дели, Бомбей, Индия) (1999)
- Центр Русской Культуры (Люксембург) (1999)
- Русский Культурный Центр (Прага, Чехия) (1999)
- Художественный музей им. Коваленко (Краснодар) (1999)
- Montcastle Gallery (Colombo) (2000)
- International Center of India (Нью Дели, Индия) (2000)
- Русский Культурный Центр (Катманду, Непал) (2000)
- X-Gallery (Амстердам, Голландия) (2000)
- Ziraat Bankasi Gallery (Стамбул, Турция) (2000)
- Русский Культурный Центр (Никосия, Кипр) (2000)
- Центр Русской Культуры (Сантьяго, Чили) (2001)
- UNIFEgallery (Лима, Перу) (2001)
- Галерея «Лестница» (Краснодар) (2003 г.)
- Центр Русской Культуры (Валетта, Мальта) (2004)
- Музейно-выставочный комплекс Российской академии художеств Галерея искусства Зураба Церетели (г. Москва) (2004)
- Художественный музей (Самара) (2008)
- Художественный музей им. Коваленко (Краснодар) (2009)
- Ростовский областной музей изобразительных искусств (Ростов-на-Дону) (2011)
- Международная ассоциация дизайнеров (Москва) (2011)
- Галерея «Паршин» (Ставрополь) (2012)
- Северо-кавказский филиал Государственного музея искусства народов Востока, (г. Майкоп) (2013)
- Художественный музей им. Коваленко (Краснодар) (2014)[3]
- «Дорога» (Артхолл) (Самара) (2014)
- «Шёлковый путь» (Художественный музей Тольятти), (2015)

## Награды
- Золотая медаль Чешской академии искусств имени Масарика (1999)

Награды Российской академии художеств
- Диплом (2005)
- Серебряная медаль (2006)
- Золотая медаль (2011)